# Uralez (Schiff)
| Uralez            | Uralez |
| ----------------- | --- |
| Bauwerft:         | ROPiT (РОПиТ), Odessa |
| Kiellegung:       | 6. Mai 1886 |
| Stapellauf:       | 26. November 1887 |
| Indienststellung: | 16. April 1888 |
| Dienstzeit:       | 1888–1913 |
| Verdrängung:      | 1280 t |
| Länge:            | 67,2 m |
| Breite:           | 12,2 m |
| Tiefgang:         | 3,7 m |
| Antrieb:          | Segel, zwei liegende Verbunddampfmaschinen 6 Flammrohrkessel 2 Schrauben 1819 PSi |
| Geschwindigkeit:  | 13,0 kn |
| Reichweite:       | 2100 sm bei 6 kn |
| Besatzung:        | 180 1914: 137 |
| Bewaffnung:       | Geschütze: ab 1887: - 2× 8-Zoll-Kanone M1885 - 1× 152-mm-L/35-Kanone M1877 - 6× 47 mm - 1× 37 mm Torpedorohre - 1× 381 mm nach Umbewaffnung: - 2× 152-mm-L/45-Kanone M1892 - 1× 120-mm-L/45-Kanone - 2× 75-mm-L/50-Kanone - 4× 47 mm - 2× MG |

Uralez (Уралец) war der Name eines seegehenden Kanonenbootes der Kaiserlich Russischen Marine. 1888 in Dienst gestellt, lief es 1918 auf Grund und wurde abgebrochen, die Streichung aus der Flottenliste erfolgte jedoch 1914. Der Name des Bootes entspricht der russischen Bezeichnung für einen Bewohner des Ural und die Uralkosaken.
Das Boot wurde im Rahmen des Flottenrüstungsprogramms für die Jahre 1882–1902 beschafft. Es war für den Dienst in der russischen Schwarzmeerflotte vorgesehen.
Die Uralez wurde am 6. Mai 1886 bei der Werft der Russischen Gesellschaft für Dampfschifffahrt und Handel (Русское общество пароходства и торговли) in Odessa in Anwesenheit des russischen Kaisers Alexander III. auf Kiel gelegt. Wie alle für den Dienst in der Schwarzmeerflotte vorgesehenen Boote wurde es auf einer russischen Werft gebaut, während die für den Dienst in der Ostsee und im Fernen Osten gedachten Boote auf ausländischen Werften hergestellt wurden. Gegenüber dem Typboot Mandschur gab es einige Veränderungen im Projekt. So wurde die Anzahl der Kessel von vier auf sechs erhöht. Die 203-mm-Kanone wurde auf eine höhere Lafette gesetzt, um die Schussweite im direkten Richten zu vergrößern. Der Stapellauf fand am 26. November 1887 statt. Das Boot wurde am 16. April 1888 nach erfolgter Ausrüstung in Dienst gestellt. Nach Indienststellung wurde die Uralez dem russischen Mittelmeergeschwader zugeteilt und versah Stationsdienst in verschiedenen Häfen des Mittelmeeres.
Im Jahr 1900 wurde das Boot einer Hauptinstandsetzung unterzogen, die gleichzeitig mit einem Austausch der Bewaffnung verbunden war, und ab dem Folgejahr als Ausbildungsboot eingesetzt. Die Einsatzjahre des Bootes verliefen zunächst unspektakulär. Im November 1905 war das Boot an den revolutionären Auseinandersetzungen im Hafen von Sewastopol beteiligt. Das Boot lag in der Südbucht von Sewastopol zwischen dem Minenleger Dnestr (Днестр) und dem Minentransportschiff Bug (Буг). Am 14. November kamen einige aufständische Matrosen auf das Boot. In der Folge wurde ein Teil der Besatzung, der sich nicht am Aufstand beteiligen wollte, arrestiert. die Bewegungsfreiheit der Offiziere wurde jedoch nicht eingeschränkt. Am nächsten Tag wurde auf der Uralez die rote Flagge der aufständischen Matrosen gehisst. Das Boot wurde sofort von einer Feldartilleriebatterie unter Feuer genommen, die auf dem Uferboulevard Stellung bezogen hatte. Die Uralez war durch die hohen Bordwände der neben ihr liegenden Dnestr geschützt und wurde nicht beschädigt, die Dnestr jedoch erhielt vier Treffer. Dennoch wurde nach den ersten Schüssen die rote Flagge eingeholt und der Aufstand auf dem Boot durch die Offiziere beendet.
Am 8. Dezember 1907 wurde die Uralez den Schiffen zur besonderen Verwendung der 1. Reserve der Schwarzmeerflotte zugeteilt, kam aber nach wie vor im Schwarzen und Mittelmeer zum Einsatz, so befand sich das Boot von August 1908 bis Mai 1909 zum Stationsdienst im Mittelmeer. Während der Pogrome der Jungtürken gegen die armenische Bevölkerung im Jahre 1909, bei denen zwischen 15.000 und 20.000 Armenier den Tod fanden, lag das Boot zusammen mit deutschen, englischen, französischen und amerikanischen Schiffen vor dem Hafen von Mersin. Die ausländischen Kriegsschiffe, die die Massaker möglicherweise hätten stoppen können, schritten nicht ein.
Ab August 1910 war das Boot in Galaz in der Donaumündung zum Stationsdienst eingesetzt, ab April des Folgejahres in Konstantinopel. 1912/13 kam das Boot wieder in das Mittelmeer.
Ende Herbst 1913 wurde die Uralez durch die Terez im Mittelmeer ersetzt und kehrte über Jalta nach Sewastopol zurück. In der Nacht zum 18. November stand das Boot vor der Hafeneinfahrt von Sewastopol, als die Bootsführung bei frischem Wetter und plötzlich einbrechender Dunkelheit die Lichter des Hafens nicht mehr erkennen konnte und die Orientierung verlor. Das Boot lief auf einen Felsen in der Runden Bucht. Bei auffrischendem Wind scheiterten alle Versuche, das Boot freizubekommen. Inzwischen hatte sich ein starker Sturm entwickelt. Die Besatzung konnte ohne Verluste geborgen werden, jedoch starben sechs Matrosen des Kanonenbootes Kubanez, als der Kutter, mit dem sie der Uralez zu Hilfe eilen wollten, kenterte. Nachdem sich der Sturm am nächsten Morgen gelegt hatte, wurde durch Hilfsschiffe der Rumpf teilweise gelenzt und die Artilleriebewaffnung abgebaut. Pläne, das Boot zu bergen, scheiterten, da in der Nacht zum 3. Dezember ein erneuter Sturm aufzog. Bei einem weiteren Sturm am 20. Dezember zerbrach das Boot in zwei Teile. Daraufhin wurden alle Pläne zur Bergung aufgegeben und das Boot an Ort und Stelle abgebrochen. Am 28. Januar 1914 wurde das Boot aus der Flottenliste gestrichen.